# Arcos Dorados Holdings
Arcos Dorados Holdings, Inc. är ett argentinskt holdingbolag som är världens största franchisetagare till den amerikanska snabbmatkedjan McDonald’s Corporation. De har 2 191 restauranger, 2 973 dessertkiosker och 316 McCafé i 20 länder och territorium i Nordamerika och Sydamerika. Arcos försäljningsställen har omkring 4,3 miljoner kunder per dag.
Den amerikanska entreprenören Bill Gates äger 6,65% av företaget via sitt investmentbolag Cascade Investment L.L.C.

## Länder och territorium
Restauranger finns i följande länder och territorium:
| - Nordamerika - Aruba - Costa Rica - Curaçao - Guadeloupe - Martinique - Mexiko - Panama - Puerto Rico - Saint Croix - Saint Thomas - Trinidad och Tobago | - Sydamerika - Argentina - Brasilien - Chile - Colombia - Ecuador - Franska Guyana - Peru - Uruguay - Venezuela |